# Xestocephalus dissimilis
Xestocephalus dissimilis är en insektsart som beskrevs av William Lucas Distant 1918. Xestocephalus dissimilis ingår i släktet Xestocephalus och familjen dvärgstritar. Inga underarter finns listade i Catalogue of Life.